# غرايسي دزيني
غرايسي إيزابيلا دزيني (بالإنجليزية: Gracie Dzienny)‏ (ولدت في 26 أغسطس 1995) ممثلة أمريكية، ظهرت في عدة عروض تلفزيونية شهيرة مثل سوبه نينجا، الحالة الراهنة، وحديقة الحيوان.

## نشأتها
ولدت غرايسي دزيني ونشأت في توليدو بولاية أوهايو. هي أصغر الأخوة الثلاثة وبدأت في عرض الأزياء في سن الخامسة بعد فوزها في مسابقة لوريال. نقلتها مهنة في مجال الأزياء إلى نيويورك حيث واصلت عرض الأزياء وبدأت في الظهور في الإعلانات التجارية.

## الروابط الخارجية
- غرايسي دزيني على موقع IMDb (الإنجليزية)
- غرايسي دزيني على موقع ديسكوغز (الإنجليزية)
- غرايسي دزيني على موقع قاعدة بيانات الفيلم (الإنجليزية)
- الموقع الرسمي
- غرايسي دزيني في قاعدة بيانات الأفلام على الإنترنت